# Erin Hamlin
Erin Mullady Hamlin (* 19. November 1986 in New Hartford, New York) ist eine ehemalige US-amerikanische Rennrodlerin.

## Leben und Karriere
Erin Hamlin wurde 2004 und 2005 US-Juniorenmeisterin. 2005 trat sie in Park City erstmals bei Rennrodel-Weltmeisterschaften an und belegte den 15 Rang. Bei den Olympischen Spielen 2006 von Turin belegte Hamlin den zwölften Platz. Seit der Saison 2005/06 tritt sie im Rennrodel-Weltcup an. Ihr bestes Ergebnis erreichte sie als Fünftplatzierte in Lake Placid 2005 und Park City 2006. Denselben Rang erreichte sie erneut in der Folgesaison in Lake Placid. Im Challenge-Cup konnte sie Ende 2006 bei einem Rennen in Park City ins Finale vordringen, wo sie sich nur Sylke Otto geschlagen geben musste. Bei den Weltmeisterschaften 2007 belegte sie im Einzel den fünften Rang und mit dem Team den vierten Platz.
Am 6. Februar 2009 gewann Hamlin bei den Rennrodel-Weltmeisterschaften 2009 in Lake Placid im Einzel der Damen, vor Natalie Geisenberger und Natalja Jakuschenko, sensationell die Goldmedaille. Es war der erste Sieg einer nicht deutschen Rennrodlerin nach 99 Siegen in Folge im Weltcup und bei internationalen Großereignissen. In der Folgesaison wurde Hamlin zur härtesten Konkurrentin der deutschen Athletinnen, ohne jedoch die Leistungen Tatjana Hüfners oder Geisenbergers zu erreichen. Insgesamt erreichte sie in dieser Saison dreimal den dritten Platz und belegte damit in der Weltcupgesamtwertung den 4. Platz. Diese Leistungen konnte sie bei den Olympischen Winterspielen 2010 in Vancouver jedoch nicht bestätigen. Sie kam mit den veränderten Bedingungen der verkürzten Bahn nicht zurecht und belegte nur den 16. Platz.
Bei den Olympischen Winterspielen 2014 in Sotschi gewann sie die Bronzemedaille im Einzel und damit die erste Medaille für einen US-amerikanischen Rodler in der Einzelkonkurrenz.
In der Saison 2014/15 gewann sie ihr erstes Weltcuprennen: den Sprint in Altenberg. Ihren ersten Sieg im Einzel folgte in der darauffolgenden Saison 2015/16 auf ihrer Heimbahn in Lake Placid. In dieser Saison egalisierte sie als Vierte der Weltcupgesamtwertung ihr bestes Ergebnis.
Zwei weitere Siege fuhr sie in der Saison 2016/17 in Park City ein – im Einzel und Sprint. Sie wurde erneut Vierte in der Weltcupgesamtwertung der Einzelkonkurrenz.
Die Rennrodel-Weltmeisterschaften 2017 in Igls waren mit drei Medaillen äußerst erfolgreich für Hamlin. Sie errang im Sprint eine Goldmedaille und im Einzel und im Teamwettbewerb mit Tucker West, Matt Mortensen und Jayson Terdiman je eine Silbermedaille.
Bei den Olympischen Winterspielen 2018 in Pyeongchang trug sie zur Eröffnungsfeier die Fahne der Vereinigten Staaten.
Nach den Olympischen Spielen 2018 gab Hamlin ihre Karriere im Rennrodeln auf und heiratete im Juli 2018 Jonathan Hodge. Sie brachte im Dezember 2020 ihr erstes Kind zur Welt.

## Erfolge
| Nr. | Datum         | Ort                | Bahn                        |
| --- | ------------- | ------------------ | --------------------------- |
| 1.  | 22. Feb. 2015 | Altenberg (Sprint) | DKB-Eiskanal                |
| 2.  | 5. Dez. 2015  | Lake Placid        | Olympia-Bobbahn Lake Placid |
| 3.  | 16. Dez. 2016 | Park City          | Bobbahn Park City           |
| 4.  | 16. Dez. 2016 | Park City (Sprint) | Bobbahn Park City           |

| Nr. | Datum         | Ort         | Bahn                        |
| --- | ------------- | ----------- | --------------------------- |
| 1.  | 17. Nov. 2007 | Lake Placid | Olympia-Bobbahn Lake Placid |
| 2.  | 5. Dez. 2015  | Lake Placid | Olympia-Bobbahn Lake Placid |